# Portolan

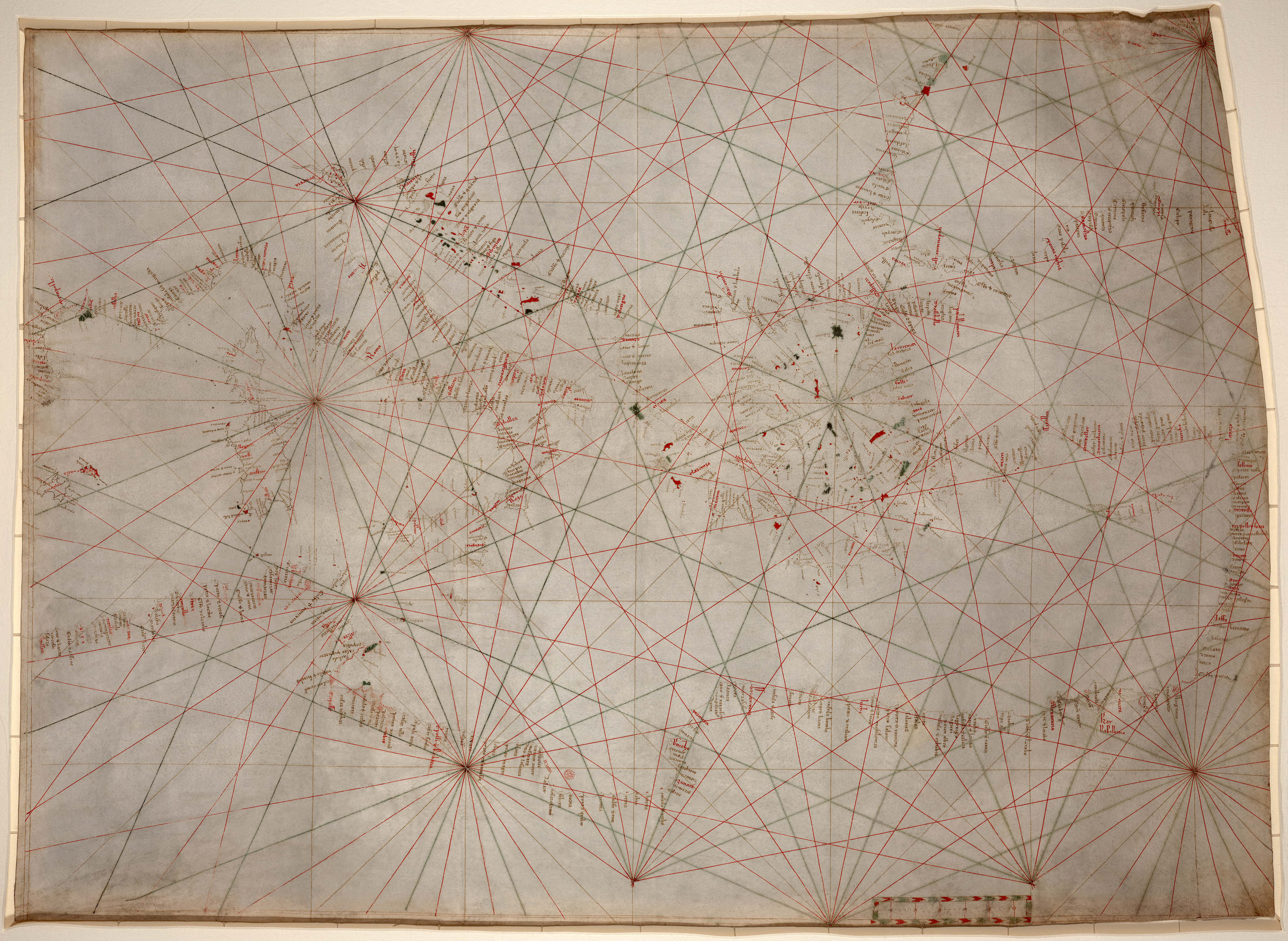
Portolan przedstawiający Morze Śródziemne. Widoczna sieć linii rumbowych. (Druga połowa XIV w., Biblioteka Kongresu Stanów Zjednoczonych).

Portolan, ew. mapa portolanowa (wł. portolano z łac. portus – port) – rodzaj mapy morskiej, używanej w żegludze w okresie 1300–1700. 

## Opis
Portolany przedstawiały porty, punkty charakterystyczne wybrzeża (np. cyple, skały), oraz miejsca zagrożeń dla żeglugi (np. rafy, mielizny). Niektóre istotne elementy, np. wyspy czy klify, rysowane były w powiększeniu.  

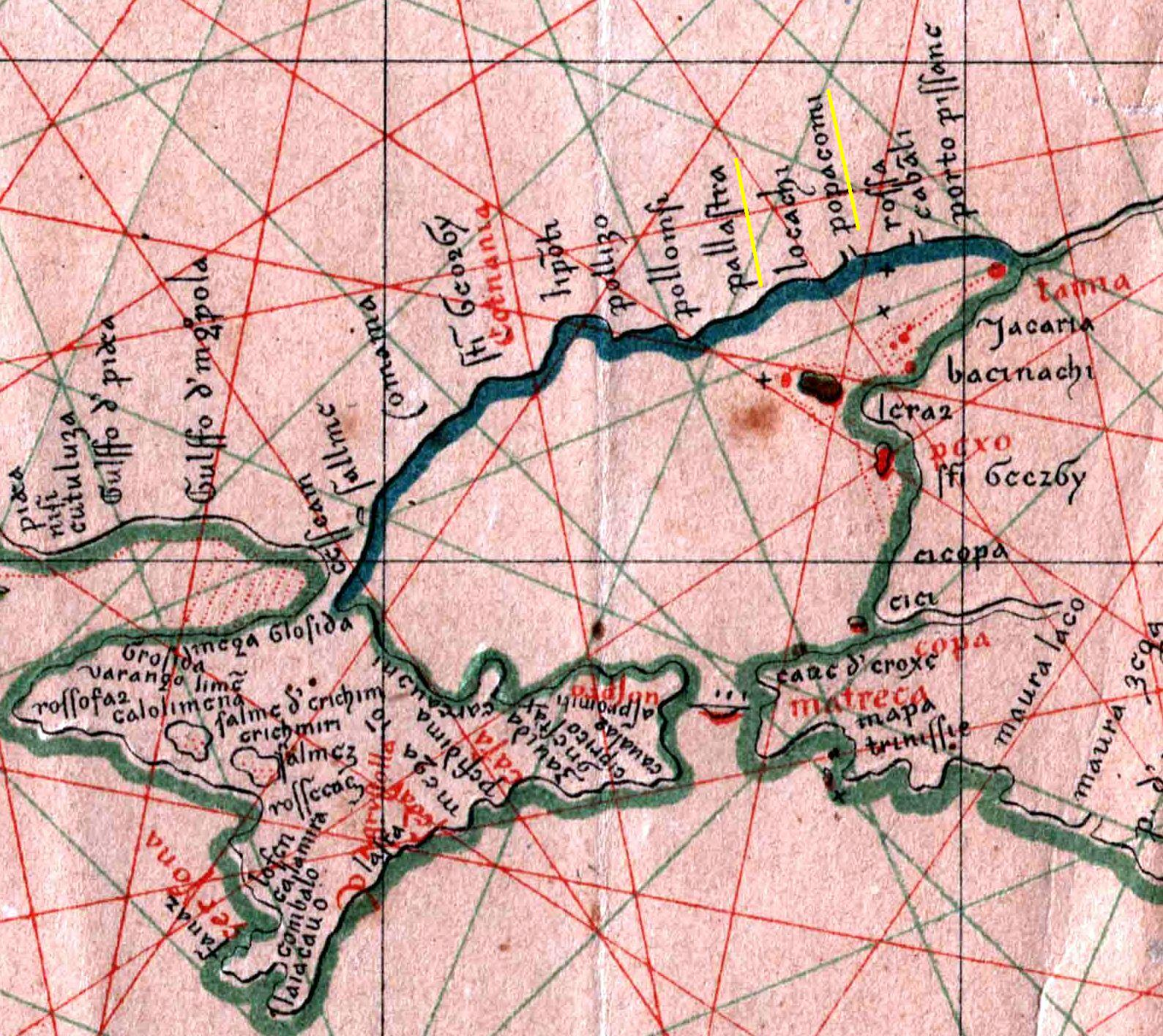
Fragment portolanu Pietro Vescontego, przedstawiający wybrzeże Morza Azowskiego (1318).

Mapy w większości przypadków zorientowane były na północ. Zawierały róże wiatrów z odchodzącymi od nich rumbami, które tworzyły sieć linii, pozwalającą na nawigację. Początkowo średniowieczne róże wiatrów opierały się na starożytnym wyróżnieniu dwunastu wiatrów. Później doszło do redukcji tej liczby do 8 podstawowych wiatrów odpowiadającym późniejszym kierunkom (N, NE, E, SE, S, SW, W, NW). Czasami wyróżniano także półwiatry i ćwierćwiatry. 
Poszczególne elementy mapy rysowane były odrębnymi kolorami (czarny, czerwony, zielony, niebieski, żółty; rzadko złoty i srebrny). Kraje oznaczane były czasami własnymi herbami. Morza pozostawiano niezakolorowane lub wypełniano je niebieskimi lub zielonymi falami (Morze Czerwone falami czerwonymi). Wnętrza lądów były pozostawiane puste, przedstawiane jedynie szkicowo lub wypełniane ilustracjami.  
Napisy były czarne, z wyjątkiem wyróżnionych miejsc oznaczanych na czerwono (porty, bezpieczna przystań, możliwość uzupełnienia zapasów, obecność stoczni). Portolany były pisane najczęściej po łacinie, rzadziej w języku katalońskim, dialektach włoskiego czy portugalskim. Portolany tworzone w krajach islamu pisane były po arabsku lub turecku. W XVI i XVII w. powstały również portolany japońskie (inspirowane portugalskimi).
Sporządzano je na pergaminie, z jednego kawałka skóry lub z kilku, sklejonych na deskach.

## Historia

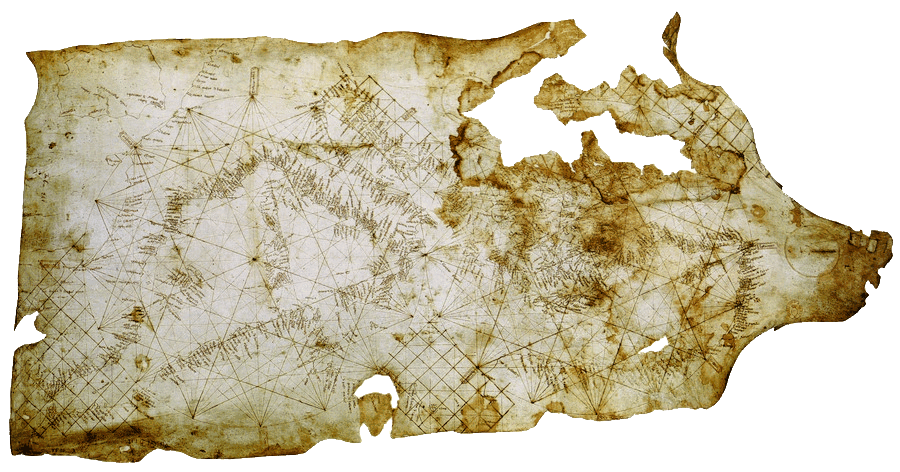
Carta Pisana (ok. 1275).

W przeciwieństwie do wcześniejszych map (mappae mundi), które przedstawiały ogólny obraz świata, oparty na teoretycznych wyobrażeniach, portolany miały przeznaczenie praktyczne i służyły jako pomoc do żeglugi.
Powstanie portolanów było ściśle związane z upowszechnieniem się kompasu (wprowadzonego ok. XI w.). Świadczy o tym ich forma (północna orientacja, róże wiatrów) i sposób, w jaki z nich korzystano. Pierwsze znane portolany pochodzą z końca XIII w. Są jednak na tyle liczne i szczegółowe, że powszechnie uznaje się, że poprzedzała je dłuższa tradycja kartograficzna. Najstarszy zachowany portolan to Carta Pisana z ok. 1275.
Portolany powstały w morskich republikach Genui i Wenecji. Później centra kartograficzne powstały również w Barcelonie i na Majorce, a także w miastach Maghrebu i Imperium Osmańskiego. Początkowo prawdopodobnie były dodatkami do periplusów opisujących podróże morskie. Następnie rozwinęły się do postaci samodzielnych map. W XIV i XV w. pojawiły się atlasy zawierające wiele portolanów, a czasami mapę świata.
Początkowo opisywały jedynie basen Morza Śródziemnego, następnie morza wschodnie (Morze Czarne i Czerwone), Afrykę Wschodnią i północne wybrzeża Europy (wraz z Wyspami Brytyjskimi i Skandynawią).

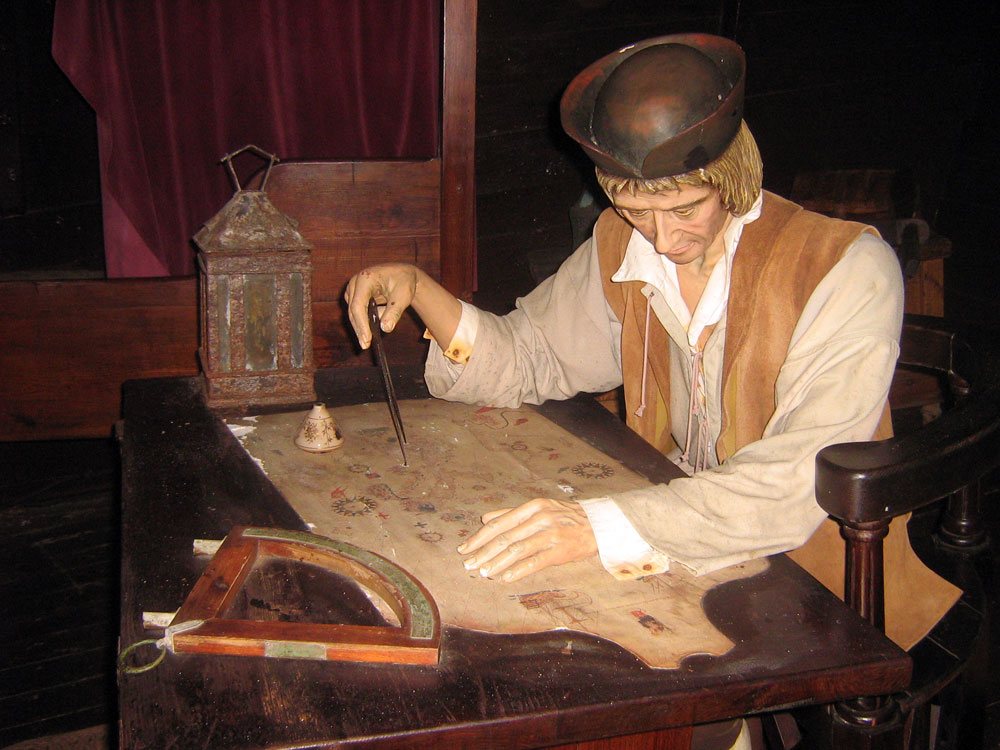
Figura Krzysztofa Kolumba korzystającego z portolanu. Muelle de las Carabelas w Palos de la Frontera.

Mapy oparte były na doświadczeniach żeglarzy. Ich twórcy sami byli żeglarzami (kapitanami, nawigatorami), astrologami lub rzemieślnikami wytwarzającymi instrumenty nawigacyjne. Rosnący pod koniec średniowiecza ruch morski pociągał za sobą zapotrzebowanie na mapy i stopniowe powstanie zawodu kartografa. Zawód ten wymagał praktycznej wiedzy żeglarskiej, znajomości instrumentów oraz wiedzy matematycznej.
Początek ery wielkich odkryć geograficznych podniósł znaczenie kartografii. Opisy nowych terytoriów były kontrolowane przez rządy Hiszpanii i Portugalii, a nawigatorzy mogli używać jedynie oficjalnie zatwierdzonych kopii. 

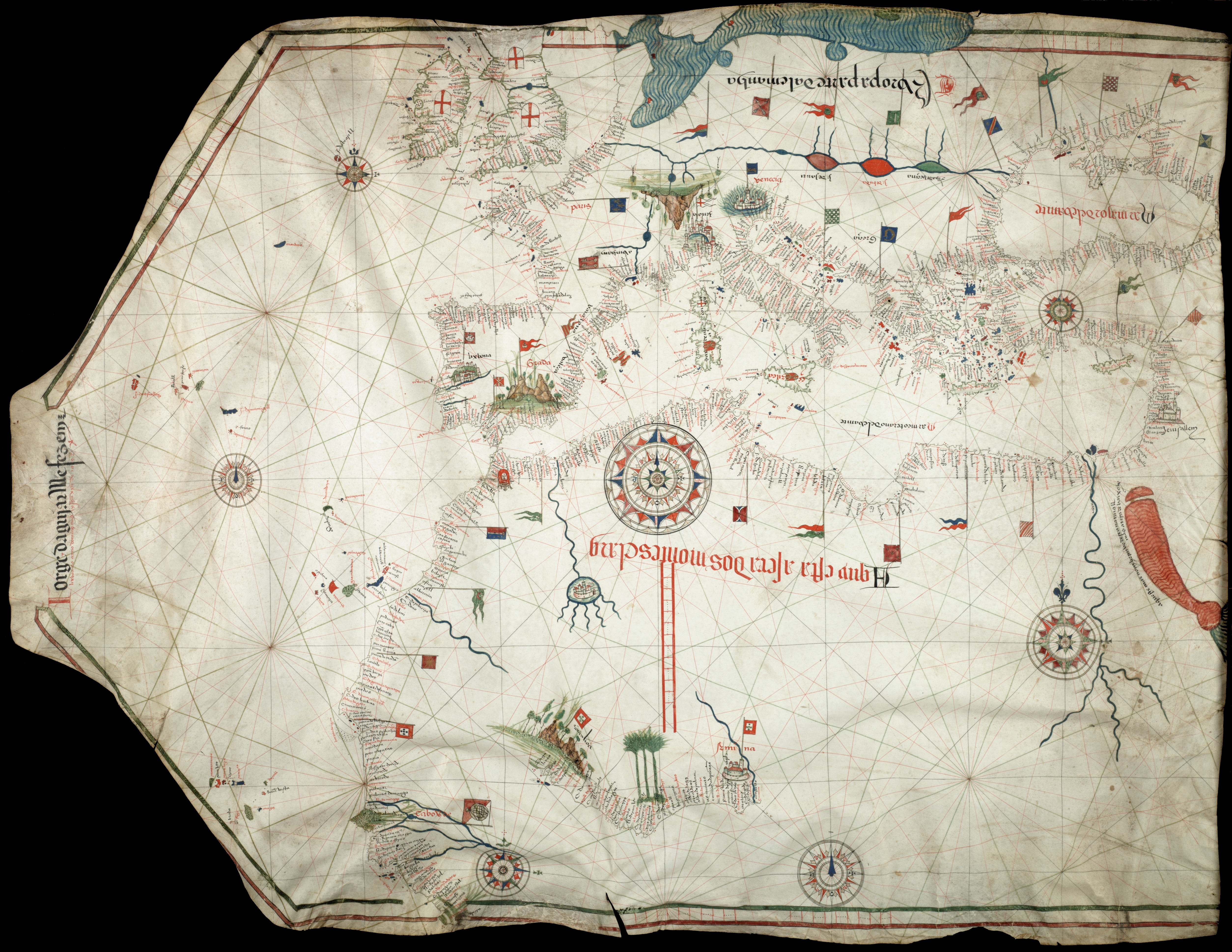
Portolan autorstwa Jorge de Aguiara (1492).

Od końca XIII w. obok portolanów, pojawiła się nowa forma kartograficzna – katalońskie mapy świata (np. Atlas kataloński z 1375). Mapy te zawierały nie tylko elementy wybrzeża, ale także wnętrza lądu.